# Autostrada Cairo-Alessandria

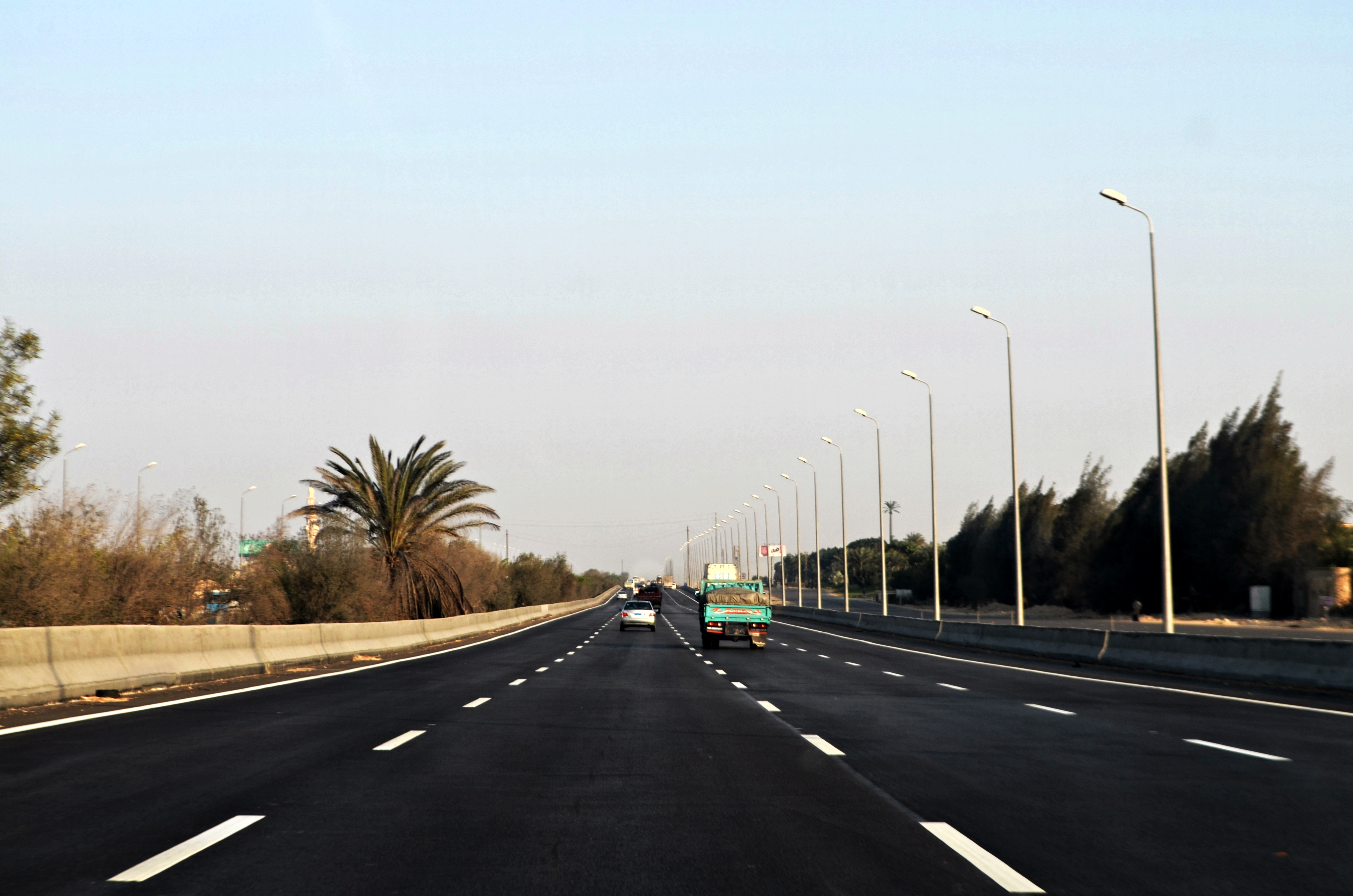
Strada del deserto Cairo-Alessandria d'Egitto

L'autostrada Cairo-Alessandria d'Egitto, conosciuta anche come strada del deserto Cairo-Alessandria (in arabo: طريق مصر - الإسكندرية الصحراوي ; in inglese: Cairo-Alexandria freeway oppure Cairo-Alexandria highway) è un'autostrada che collega Il Cairo con Alessandria d'Egitto, le due principali città in Egitto. Lunga 220 km, ne è previsto il prolungamento fino a Marsa Matruh, per un totale di oltre 500 km.
La strada, che non è illuminata di notte, inizia a Giza, nell'angolo nordovest della raccordo anulare del Cairo, e termina ad Alessandria d'Egitto.

## Storia
Nel 1935 la compagnia inglese Shell realizzò una strada larga sei metri, utilizzando rocce ricoperte di bitume utilizzando il metodo "mix in place".
Nel 1959, il governo egiziano progettò di migliorare la strada con opere di riasfaltatura. Nel 1971, la strada venne allargata fino a 9 metri.
Nel 1981 furono realizzate due corsie per senso di marcia, per sostenere un traffico di 1.500 veicoli al giorno.
Nel 1998 è stata istituita una terza corsia per ogni senso di marcia per aumentare la capacità stradale fino a 13.500 veicoli al giorno.
Nel 2003, una quarta corsia per ogni direzione è stata costruita per aumentare la capacità stradale fino a 25.200 veicoli al giorno.
Nel 2005, è stato previsto di illuminare la strada per aumentare la qualità della strada, tuttavia fino al 2016 è stata realizzata l'illuminazione solo nel tratto dal km 29 al km 59.
Nel 2007, l'Autorità Generale per strade, ponti e trasporti terrestri (GARBLT) ha previsto di sviluppare la strada del deserto fino a Marsa Matruh e trasformarla in una superstrada in conformità con gli standard internazionali, significando un netto punto di svolta nella costruzione delle infrastrutture stradali in Egitto.